# Francisco Díaz de San Buenaventura
Francisco Díaz de San Buenaventura (provincia de Lugo, 1652 - Roma, 8 de octubre de 1728) fue un teólogo y sacerdote franciscano español, conocido por sus abundantes obras místicas y sus gestiones religiosas y políticas.
Nació de familia humilde el año 1652 en una parroquia de la provincia de Lugo administrada por la diócesis de Astorga. Vistió el hábito de san Francisco de Asís en la Provincia de Santiago de Compostela hacia el año 1670, y recibió la ordenación sacerdotal en 1676. Fue profesor de filosofía y teología en varias casas de estudios de su Provincia, al tiempo que ejerció de predicador apostólico, examinador sinodal del arzobispado de Santiago y calificador de la Inquisición.

## Teólogo real
En junio de 1684, por orden de Carlos II y en calidad de teólogo regio para defender la Mística Ciudad de Dios de sor María Jesús de Ágreda, pasó a Roma, donde permaneció ya el resto de su vida. Dentro de la Orden fue profesor de Teología en el convento de Aracoeli hasta su jubilación, vicecomisario, comisario general en la Curia romana y definidor general. Desde estos cargos y en virtud de otras comisiones particulares, desplegó una inmensa actividad en favor de la Orden, no siempre en un clima pacífico; organizó los famosos colegios-seminarios de misiones en España y América redactando sus estatutos y obteniendo la aprobación de Inocencio XI; consiguió las primeras indulgencias en favor del Vía Crucis; defendió la unidad de la Orden contra los conatos secesionistas de las provincias francesas bajo Luis XIV; promovió la idea de colegios en que formar misioneros para Tierra Santa; emprendió, y en parte realizó, una amplia reforma de los libros litúrgicos de la Orden.
Díaz de San Buenaventura, como teólogo del rey Carlos II y del emperador Leopoldo I, apoyó eficazmente las gestiones de la Casa de Austria en Roma. En la Curia romana, fue calificador del Santo Oficio y consultor de varias Congregaciones. Obtuvo de Alejandro VIII que condenara las famosas 31 proposiciones jansenistas (1690), y de Inocencio XII que se extendiera a toda la Iglesia la festividad de la Inmaculada Concepción (1693). Clemente XI, para defenderlo de los posibles ultrajes de los representantes en Roma de Felipe V, cuyos derechos a la sucesión en la monarquía española impugnó tenazmente, lo hizo recluir en el Castillo de Sant'Angelo, donde permaneció dos años (1701-1703). Vuelto a su convento de Aracoeli, continuó sus tareas en favor de la Orden y de la Casa de Austria, hasta su muerte el 8 de octubre de 1728.

## Obras
Entre sus obras, algunas todavía inéditas, destacan las siguientes:
- Primera parte del Espejo Seráfico, Santiago 1683, para los terciarios franciscanos.
- Estatutos para los Colegios-Seminarios de Misiones, Roma 1686.
- Directorium Trium Ordinum S. P. N. Francisci, Roma 1688.
- Breviarium Romanum, Roma 1697.
- De imitatione Mariae, Roma 1700.
- Relatio Missionum Occidentalium, Roma 1700.
- Lucerna Hierosolymitana ardens, Roma 1717-19.
- Fructus Arboris Seraphici, Roma 1723.
- Bullarium peculiare Terrae Sanctae, Roma 1727.